# 老友记 (第五季)
《老友记》第五季，是由大衛·克雷恩和瑪塔·考夫曼制作的美国情景喜剧。它由布萊特考夫曼克雷恩製片公司联合华纳兄弟电视公司制作，并于1998年9月24日在美国的NBC首播，该季共24集，于1999年5月20日结束。平均收视率居全美第二，收视人口约1561万人。

## 剧情
罗斯在与艾米丽的婚礼上竟然说错了新娘的名字...虽然如此，两人还是完成了结婚仪式。但是在晚上的招待会上艾米丽和罗斯大吵了一架并且和瑞秋一样落跑了。这让罗斯万分的着急，比他更加着急的还有钱德和莫妮卡，前几天刚刚搅和在一起还意犹未尽的两人非常急切的想再找机会云雨一番但是切总是找不到合适的时间和地点...
在伦敦机场，望着自己深爱着又无比心碎的罗斯，瑞秋百感交集。罗斯提议和瑞秋一起去希腊——度原本属于他和艾米丽的蜜月。就当两人高兴的准备登机的时候，尾随而来的艾米丽目睹了两人的拥抱再一次落跑。瑞秋不明就里的登了机，而罗斯则追赶艾米丽而去...
大伙回到了纽约，钱德和莫妮卡却因为伦敦的戏水情愿而相互吸引，但是两人又千方百计的掩饰着两人之间的关系。艾米丽打电话来找罗斯，提出了复合的条件——在她和瑞秋之间做选择，复合但是永远不能再和瑞秋见面。最后，罗斯觉得这样彼此不相互信任的婚姻毫无意义，决定和艾米丽离婚。经历了这些的罗斯有些心烦意乱，而上司不小心吃掉了自己最喜欢的三明治成了压垮他的最后一根稻草，因此这也导致了他丢掉了在博物馆的工作。
菲比终于为他的异母兄弟生下了三胞胎，小小弗兰克、莱斯利和而原本被命名为钱德的男孩子，竟然是个女孩。乔伊终于发现了钱德和莫妮卡之间的关系，随后瑞秋和菲比也发现了。气愤自己好友刻意隐瞒自己罗曼史的三人决定恶搞下钱德和莫妮卡。最终钱德受不了承认自己已经爱上了莫妮卡。而得知妹妹和自己最好的朋友之间产生恋情的罗斯，也有一点不知所措。瑞秋在拉爾夫·洛朗求得了一份工作。
乔伊将在一部电影中担任男主角，这部电影将在拉斯维加斯拍摄。钱德觉得这部电影听上去不像是真的，生气的乔伊一个人独自前往，果然该电影因为资金问题被迫停止了。为自己所言感到万分后悔的钱德和莫妮卡来拉斯维加斯看望乔伊，其他老友们也一起去赌城度假。在拉斯维加斯，他们竟然发现在赌场酒店为赚生活费而装扮成罗马卫士的乔伊。罗斯和瑞秋在去赌城的飞机上互整对方，最后罗斯趁瑞秋睡着时在她脸上画了个鬼脸，谁知道这笔迹怎么也洗不掉。罗斯只能陪着不愿意出酒店房间门的瑞秋在客房里面度假，两人最后喝到大醉。
赌High了头的钱德和莫妮卡竟然拿结婚当做赌注，并且还赢了，但其实他们对婚姻都还没有准备好。只能将错就错的两人来到拉斯维加斯的一间小教堂准备结婚，谁知竟然看到罗斯和瑞秋破门而出——喝醉的两个人竟然早一步结婚了...

## 演员及角色

### 主要演员
- 珍妮佛·安妮斯顿（Jennifer Aniston） 饰演 瑞秋·葛林（Rachel Karen Green）。
- 柯特妮·考克斯·阿凯特（Courteney Cox Arquette） 饰演 莫妮卡·盖勒（Monica Geller）。
- 丽莎·库卓（Lisa Kudrow） 饰演 菲比·布菲 （Phoebe Buffay）。
- 麦特·勒布郎（Matt LeBlanc） 饰演 乔伊·崔比雅尼（Joey Francis Tribbiani）。
- 马修·派瑞（Matthew Perry） 饰演 钱德·宾（Chandler Muriel Bing）。
- 大卫·史威默（David Schwimmer） 饰演 罗斯·盖勒（Ross Eustace Geller）。

### 客串演员
- 瑪姬·惠勒（英语：Maggie Wheeler）饰演 珍妮斯 （钱德的前女友）
- 艾略特·古爾德（英语：Elliott Gould）饰演 杰克·盖勒 （罗斯与莫妮卡的父亲）
- 克里斯蒂娜·皮克勒斯（英语：Christina Pickles）饰演 朱迪·盖勒 （罗斯与莫妮卡的母亲）
- 簡·西貝特（英语：Jane Sibbett）饰演 卡罗（罗斯的女同性恋前妻）

### 不定期出演演员
- 海倫·巴克森代爾（英语：Helen Baxendale） 饰演 艾米丽 （罗斯的英国妻子）
- 黛布拉·喬·魯普（英语：Debra Jo Rupp） 饰演 艾莉丝 （小弗兰克的妻子）
- 詹姆斯·邁克爾·泰勒（英语：James Michael Tyler）饰演 甘瑟 （中央咖啡馆店员）
- 乔瓦尼·瑞比西饰演 小弗兰克 （菲比的同父异母弟弟）
- 邁克·拉帕波特 饰演 盖瑞 （菲比的警察男友）

## 分集剧情
| 总集数 | 季中集数 | 标题                                                                 | 导演                 | 脚本                                                               | 首播日期       |
| --- | -------- | -------------------------------------------------------------------- | -------------------- | ------------------------------------------------------------------ | -------------- |
| 98 | 1        | 罗斯说错之后 (The One After Ross Says Rachel)                        | 凱文·布萊特          | Seth Kurland                                                       | 1998年9月24日  |
| 罗斯在与艾米丽的婚礼上竟然说错了新娘的名字...虽然如此，两人还是完成了结婚仪式。但是在晚上的招待会上艾米丽和罗斯大吵了一架并且和瑞秋一样落跑了。这让罗斯万分的着急，比他更加着急的还有钱德和莫妮卡，前几天刚刚搅和在一起还意犹未尽的两人非常急切的想再找机会云雨一番但是切总是找不到合适的时间和地点...在伦敦机场，望着自己深爱着又无比心碎的罗斯，瑞秋百感交集。罗斯提议和瑞秋一起去希腊——度原本属于他和艾米丽的蜜月。就当两人高兴的准备登机的时候，尾随而来的艾米丽目睹了两人的拥抱再一次落跑。瑞秋不明就里的登了机，而罗斯则追赶艾米丽而去...大伙回到了纽约，钱德和莫妮卡却因为伦敦的戏水情缘而相互吸引                                                                                     |          |                                                                      |                      |                                                                    |                |
| 99 | 2        | 都是那吻惹的祸 (The One with All the Kissing)                        | 加里·霍爾沃森        | 威爾·卡洪                                                          | 1998年10月1日  |
| 钱德和莫妮卡试图在众人面前隐瞒两人之间的关系，但是却意外的大家面前亲吻了。万般情急之下，钱德只能也吻了瑞秋和菲比，莫妮卡只能说，这是钱德从欧洲学来的礼仪。瑞秋觉得自己在感情上的决定都是错误的，所以让莫妮卡帮她下决定。菲比对其他老友的欧洲旅行经历非常的吃味，所以大家决定陪她去大西洋城度假，临行前，菲比的羊水破了...瑞秋终于按耐不住自己的情感告诉罗斯自己还爱着他。 |          |                                                                      |                      |                                                                    |                |
| 100 | 3        | 第100集 (The One Hundredth) 三胞胎降生记 (The One with the Triplets) | Kevin S. Bright      | 戴維·克萊恩和瑪塔·考夫曼                                           | 1998年10月8日  |
| 菲比为她的异母弟弟生下了三胞胎，乔伊在陪产的时候肾结石发作。钱德违心的告诉莫妮卡，两人的关系只是瞎胡闹，伤心的莫妮卡答应了一个男护士的约会请求，但是最终两人还是吻在了一起冰释前嫌。 花絮: 这是饰演菲比的演员丽莎·库卓最喜欢的一集。1997年在拍摄《老友记》第四季时，丽莎怀孕了，为了配合她的身孕，剧组特意安排了她为她异母弟弟代孕的情节。 |          |                                                                      |                      |                                                                    |                |
| 101 | 4        | 菲比讨厌公共电视台 (The One Where Phoebe Hates PBS)                  | 雪莉·詹森            | Michael Curtis                                                     | 1998年10月15日 |
| 乔伊在公共电视台找到了一份工作，这让菲比提起了她讨厌这家电视台。争论最后变成了乔伊认为这世界上并不存在“无私”这件事，菲比千方百计的想证明这是错误的。艾米丽同意来纽约和罗斯复合，只要他答应她断绝和瑞秋的友谊。瑞秋提到莫妮卡曾说她的秘密男友（其实就是钱德）让她享受到了前所未有的性快感，这让钱德很是窃喜。 |          |                                                                      |                      |                                                                    |                |
| 102 | 5        | 罗斯的选择 (The One with the Kips)                                   | Dana DeValley Piazza | Scott Silveri                                                      | 1998年10月29日 |
| 钱德和莫妮卡偷偷瞒着大家去度假。有洁癖的莫妮卡对旅馆的房间老是不满意，而钱德却对电视里面的突发新闻吸引，两人大吵了一架。罗斯告诉了瑞秋他与艾米丽的协议，气愤的瑞秋也和罗斯吵了起来。乔伊无意间发现了钱德和莫妮卡的关系。 |          |                                                                      |                      |                                                                    |                |
| 103 | 6        | 野人 (The One with the Yeti)                                         | Gary Halvorson       | Alexa Junge                                                        | 1998年11月5日  |
| 艾米丽的要求变得越来越无理，罗斯只能告诉艾丽米，如果夫妻双方不能信任彼此，那婚姻也毫无意义。艾米丽承认自己并不信任罗斯，两人决定离婚。莫妮卡和瑞秋去地下储藏室找东西，竟然发现里面有个长满长发胡须的高个子"野人"，这把两个女孩吓的不轻。随后她们发现，野人原来是他们的新邻居丹尼。 |          |                                                                      |                      |                                                                    |                |
| 104 | 7        | 罗斯搬来了 (The One Where Ross Moves In)                             | Gary Halvorson       | Gigi McCreery和Perry M. Rein                                       | 1998年11月12日 |
| 和艾米丽的表亲合租的罗斯，在和艾米丽分手之后被赶了出来。钱德和乔伊只能收留了他。但是渐渐的，罗斯的各种怪癖让两人实在是不能忍受和他同处一个屋檐下。菲比和一个公共健康巡视员约会。一开始找餐馆茬让他们停业让菲比乐不可支，但是当菲比的新男友勒令她最喜欢的餐馆整顿甚至开始威胁中央公园咖啡馆之后，事情就变得再也不那么有趣了。丹尼邀请莫妮卡和瑞秋参加他的派对，为了吸引英俊帅气丹尼的注意，瑞秋大施手段。 |          |                                                                      |                      |                                                                    |                |
| 105 | 8        | 感恩节回忆 The One with All the Thanksgivings                        | Kevin S. Bright      | Gregory S. Malins                                                  | 1998年11月19日 |
| 又到了感恩节，大家开始回忆自己最糟糕的感恩节。菲比回忆起她"前世"与1862年的故事，而瑞秋则提起莫妮卡最糟糕的感恩节是为何她意外的割掉了钱德的小脚拇指——悲情感恩节的无冕之王钱德再次中招。为了向钱德道歉，莫妮卡在头上套了只火鸡想取悦钱德。被莫妮卡的举动逗乐了的钱德脱口而出自己爱她，随后又立马否认了... 花絮: 莫妮卡頭套火雞是致敬自戇豆先生第七集 Merry Christmas Mr. Bean 的情節。 |          |                                                                      |                      |                                                                    |                |
| 106 | 9        | 谁动了我的三明治 (The One with Ross's Sandwich)                      | Gary Halvorson       | Ted Cohen & Andrew Reich                                           | 1998年12月10日 |
| 有人吃掉了罗斯的三明治，这让罗斯暴走了，而且让他接近丢掉了工作。乔伊为了帮助钱德和莫妮卡掩饰他们之间的关系而遭到了其余好友们的误解。菲比报名上了文学课，瑞秋也要去。菲比是为了好好学习弥补童年的不足，而瑞秋则纯粹是为了找乐子。最后莫妮卡也报名参加了文学课，但是争强好胜的她却更加让菲比头疼。 |          |                                                                      |                      |                                                                    |                |
| 107 | 10       | 亲密兄妹 (The One with the Inappropriate Sister)                     | Dana DeValley Piazza | Shana Goldberg-Meehan                                              | 1998年12月17日 |
| 菲比义务帮穷人筹款过圣诞节，停职了无所事事的罗斯帮乔伊写他的剧本。瑞秋开始和丹尼约会，但是在看到丹尼和他姐姐的亲密行为之后决定放弃。 |          |                                                                      |                      |                                                                    |                |
| 108 | 11       | 新年新气象 (The One with All the Resolutions)                        | 喬·雷加布托          | 故事: Brian Boyle 电视剧本: Suzie Villandry                        | 1999年1月7日   |
| 老友们在新年定下了新目标，钱德不再开老友们玩笑；瑞秋不再八卦；保守的罗斯尝试接受新鲜事物；乔伊开始学吉他；菲比学开飞机；莫妮卡则多收集朋友们的合照。瑞秋发现了莫妮卡和钱德之间的"小秘密"，但是不能说人家八卦的承诺让她憋坏了。罗斯尝试穿皮裤，这可也要了爱挖苦人又不能开玩笑的钱德的命了。 |          |                                                                      |                      |                                                                    |                |
| 109 | 12       | 钱德的应酬笑 (The One with Chandler's Work Laugh)                    | Kevin S. Bright      | Alicia Sky Varinaitis                                              | 1999年1月21日  |
| 莫妮卡因为发现钱德拍他老板的马屁而有点看不起他，但是也不得不为之。瑞秋千方百计诱导莫妮卡坦白出自己的秘密恋情，但是莫妮卡一直闪避着话题，这让瑞秋感到很受伤，因为她觉得自己对莫妮卡已经够坦诚了。罗斯知道艾米丽已经火速和别人订婚之后感到很沮丧，为此他和一位女士发生了一夜情，这位女士竟然是大家都熟悉的珍妮丝。 |          |                                                                      |                      |                                                                    |                |
| 110 | 13       | 乔伊的新包包 (The One with Joey's Bag)                               | 蓋爾·曼庫索          | 故事: Michael Curtis 电视剧本: Seth Kurland                        | 1999年2月4日   |
| 菲比从小照顾她长大的祖母去世了。瑞秋劝说乔伊拿一个时髦的"男士包"去试镜，但是这只过于时尚的包全把大家都逗乐了。 |          |                                                                      |                      |                                                                    |                |
| 111 | 14       | 真相大白 (The One Where Everybody Finds Out)                         | 邁克爾·倫貝克        | Alexa Junge                                                        | 1999年2月11日  |
| 裸体丑男要搬离他的公寓了，罗斯非常渴望能承租这间公寓。菲比在参观裸体丑男公寓的时候看到了街对面钱德和莫妮卡激情的接吻继而知道了真相。这让乔伊松了一口气，认为终于不用再帮钱德和莫妮卡隐瞒他们之间的罗曼史。但是瑞秋和菲比却不这么认为，她们决定好好的恶整那对情侣一番：菲比假扮突然对钱德发生了"性趣"，莫妮卡和钱德看清了对方的伎俩决定反整回去...罗斯发现要承租裸体丑男的公寓必须博得他的好感，但是随后他发现，他比其他人都有优势，因为只有他知道裸体丑男的特殊"爱好"。当晚，钱德和菲比两人互不相让、大飆演技。最后在乔伊的指点下，技高一筹的菲比迫使钱德亲口承认自己爱上了莫妮卡，这让大家包括莫妮卡自己都感到非常震惊...                                                                    |          |                                                                      |                      |                                                                    |                |
| 112 | 15       | 乔伊的野蛮女友 (The One with the Girl Who Hits Joey)                 | Kevin S. Bright      | Adam Chase                                                         | 1999年2月18日  |
| 罗斯终于无意间发现了钱德和莫妮卡的关系，自己最好的朋友和亲妹妹搅和在一起一时间不能让接受。但是在得知他们两人是认真交往之后，他又想到自己最好的朋友和亲妹妹恋爱倒是好事一件。乔伊开始和一个喜欢锤他的美女约会（索蕾爾·默恩·弗萊客串），小美女个子不高手劲不小，把乔伊打的有点受不了...罗斯刚搬进公寓就被要求为即将退休的大楼管理员的退休派对捐款。有些小气的罗斯不太情愿，这让大楼里面的其他住户觉得他有点难搞。钱德和莫妮卡的关系公诸于众之后觉得有点困扰，因为大家都拿结婚来开他们玩笑。莫妮卡为钱德不愿意考虑结婚的事而感到无奈，而害怕失去莫妮卡的钱德只能硬着头皮向她求婚。但是莫妮卡拒绝了求婚，并告诉钱德她愿意等到钱德真心希望结婚的那一天，而现在很明显的，两人都没有为婚姻做好准备。 |          |                                                                      |                      |                                                                    |                |
| 113 | 16       | 警察故事 (The One with the Cop)                                      | 安德魯·曹            | 故事: Alicia Sky Varinaitis 电视剧本: Gigi McCreery和Perry M. Rein | 1999年2月25日  |
| 菲比在中央公园咖啡馆捡到了一个警徽，贪玩的她开始假扮起警察来直到她遇到了警徽真正的主人，一名叫盖瑞的警察。在查了菲比在警察局的案底之后，盖瑞觉得菲比非常有趣，决定邀请她出来吃晚饭。罗斯买了一张新沙发，但是小气的他却拒绝付一大笔运费，结果他和瑞秋飞了好大的劲也没能将沙发搬回公寓里。乔伊做了一个有关于莫妮卡的梦，醒来之后觉得自己爱上了莫妮卡。最后他觉得自己是开始羡慕起钱德和莫妮卡这样稳定的男女关系来了。 |          |                                                                      |                      |                                                                    |                |
| 114 | 17       | 瑞秋的无心之吻 (The One with Rachel's Inadvertent Kiss)              | Shelley Jensen       | Andrew Reich和Ted Cohen                                            | 1999年3月18日  |
| 瑞秋去拉爾夫·洛朗面试，却不小心问了她的面试官和日后的上司。莫妮卡想证明自己和钱德比菲比和她新男友感情更好。 |          |                                                                      |                      |                                                                    |                |
| 115 | 18       | 瑞秋抽烟 The One Where Rachel Smokes                                 | 托德·霍蘭德          | Michael Curtis                                                     | 1999年4月8日   |
| 瑞秋为了和同事和上司拉近距离开始学抽烟。乔伊和罗斯的儿子本一起面试一个广告，但是导演将本和另一位来试镜的父亲配对。莫妮卡和菲比决定为瑞秋举办一个生日派对，但是事事都像控制的莫妮卡有点让菲比受不了，为了安抚菲比，莫妮卡只好委派菲比负责纸杯和冰块... |          |                                                                      |                      |                                                                    |                |
| 116 | 19       | 罗斯不会搭讪 (The One Where Ross Can't Flirt)                        | Gail Mancuso         | Doty Abrams                                                        | 1999年4月22日  |
| 罗斯想和送披萨的女孩搭讪，但不知道如何开口。因此他订了一堆的披萨想引起她的注意。乔伊邀请他的奶奶来看热门影集《法律与秩序》中有他参演的那集，但是播出中却发现他的镜头全部被剪了。他只能趁着大家看电视的时候偷偷补拍了2分钟的镜头让奶奶不至于失望。莫妮卡问菲比要还借给她的一对耳环，而菲比将耳环转借给了瑞秋，谁知道瑞秋竟然弄丢了一只... |          |                                                                      |                      |                                                                    |                |
| 117 | 20       | 夜间巡逻 (The One with the Ride-Along)                               | Gary Halvorson       | Shana Goldberg-Meehan和Seth Kurland                                | 1999年4月29日  |
| 罗斯、乔伊和钱德跟着菲比的警察男友盖瑞一起夜间巡逻。一辆汽车的回火声让大家以为是枪击声，乔伊扑倒罗斯的身上想保护他，这表现让盖瑞大加赞扬却让钱德很是吃醋，因为他觉得乔伊更加关心罗斯而不是他。事后才发现，罗斯但是想保护的只是新买的三明治而已。瑞秋在罗斯的公寓里面听到了罗斯前妻艾米丽的留言，即将再次结婚的艾米丽有些彷徨是不是该给罗斯第二次机会...想掩盖自己听过这条留言的瑞秋却不小心把留言给删掉了，这让瑞秋很纠结，是不是该告诉罗斯留言的内容。 |          |                                                                      |                      |                                                                    |                |
| 118 | 21       | 有够无聊 (The One with the Ball)                                     | Gary Halvorson       | 故事: Scott Silveri 电视剧本: Gregory S. Malins                    | 1999年5月6日   |
| 菲比和盖瑞同居了，但是在盖瑞射杀了早晨在他们窗口鸣唱的一只小鸟之后，两人火速分手。瑞秋买了一只没有毛的猫，相貌丑陋且把瑞秋抓的满身伤痕。罗斯和乔伊开始玩一个球，在两人之间不停的丢和接。乔伊说，他们可以创造一个丢接球不着地的记录，这让很无聊的两人很兴奋。随后对创造记录什么的特别感兴趣的莫妮卡也参加了进来。 |          |                                                                      |                      |                                                                    |                |
| 119 | 22       | 乔伊的大机会 (The One with Joey's Big Break)                         | Gary Halvorson       | 故事: Shana Goldberg-Meehan 电视剧本: Wil Calhoun                  | 1999年5月13日  |
| 乔伊得到了在一部在拉斯维加斯开拍的电影中领衔主演的机会。当钱德得知在影片赚钱之前乔伊拿不到片酬之后，虽然觉得这并不是乔伊演艺生涯大突破的好机会但是还是同意开车送他去拉斯维加斯。在去赌城的路上，钱德提起了他对于这部电影的真实看法，这让乔伊很生气，并把钱德赶下了车独自一人去了赌城。到达片场之后，乔伊发现影片因为财政困难而暂时停拍了，他也被困在了拉斯维加斯。钱德致电乔伊想表达自己的歉意，但是乔伊装作若无其事的样子其实他只能在赌场里面扮演罗马卫士和客人合影赚取生活费。菲比对罗斯很生气，但是却怎么也想不起来为什么对罗斯生气。瑞秋不想去看眼科医生，因为她对所有和眼睛有关的东西都很敏感，但是最后却被莫妮卡带领的众人制服了。                                                      |          |                                                                      |                      |                                                                    |                |
| 120 | 23       | 拉斯维加斯 (The One in Vegas 1)                                      | Kevin S. Bright      | Ted Cohen和Andrew Reich                                            | 1999年5月20日  |
| 莫妮卡瞒着钱德和前男友理查一起吃午餐。随后莫妮卡和钱德邀请大家一起去拉斯维加斯看完乔伊并过他们自己的周年纪念。但是还是对老友们伦敦之行耿耿于怀的菲比非要拿两次旅行作比较。在赌场里，他们发现了饰演守卫的乔伊得知了一切。晚一天出发的罗斯和瑞秋，一个人在家的瑞秋在公寓里面裸体，这让罗斯误以为她是在勾引自己闹了个笑话。为了扳回颜面在飞机上他在瑞秋的脸上画了个鬼脸... |          |                                                                      |                      |                                                                    |                |
| 121 | 24       | 拉斯维加斯 (The One in Vegas 2)                                      | Kevin S. Bright      | Gregory S. Malins和Scott Silveri                                   | 1999年5月20日  |
| 当瑞秋和罗斯抵达拉斯维加斯，竟然发现画在瑞秋脸上的鬼脸怎么也洗不掉，罗斯只能陪不愿意出房间的瑞秋在客房里喝了个烂醉。乔伊发现了一个和他的手长的一样的人并想以此发财。菲比和一个跟着她的老太太起了争执。钱德和莫妮卡准备在赌城结婚，当他们到教堂的时候，竟然发现喝的不分东西南北的罗斯和瑞秋早他们一步成了婚... |          |                                                                      |                      |                                                                    |                |

## 注脚
1. ↑  . Classic TV Hits.   [2009-12-13]. （原始内容存档于2010-01-06）.
2. 1 2  这些剧集在首播时为两集连播，但在其他电视台播映、重播以及DVD中分割为两集。